# Andrew Kirkaldy
Andrew Kirkaldy (ur. 1 marca 1976 roku w St Andrews) – brytyjski kierowca wyścigowy.

## Kariera
Kirkaldy rozpoczął karierę w międzynarodowych wyścigach samochodowych w 1995 roku od gościnnych startów w edycji zimowej Formuły Vauxhall Junior, gdzie odniósł jedno zwycięstwo. W późniejszych latach Brytyjczyk pojawiał się także w stawce Formuły Vauxhall Junior, Formuły Vauxhall, Europejskiej Formuły Opel, Formuły 3 Korea Super Prix, Grand Prix Makau, Brytyjskiej Formuły 3, Masters of Formula 3, Atlantic Championship, Niemieckiej Formuły 3, FIA GT Championship, Brytyjskiego Pucharu Renault Clio, ASCAR, Le Mans Endurance Series, British GT Championship, Europejskiego Pucharu Formuły Renault 2000, 24-godzinnego wyścigu Le Mans, Brytyjskiego Pucharu Porsche Carrera, International GT Open, Le Mans Series oraz Liqui Moly Bathurst 12 Hour.

## Wyniki w 24h Le Mans
| Rok  | Zespół          | Partnerzy                 | Samochód               | Klasa | Okr. | Poz. | Klasa Pos. |
| ---- | --------------- | ------------------------- | ---------------------- | ----- | ---- | ---- | ---------- |
| 2005 | Scuderia Ecosse | Nathan Kinch Anthony Reid | Ferrari 360 Modena GTC | GT2   | 70   | NU   | NU         |
| 2006 | Scuderia Ecosse | Chris Niarchos Tim Mullen | Ferrari F430 GT2       | GT2   | 311  | 17   | 3          |
| 2007 | Scuderia Ecosse | Chris Niarchos Tim Mullen | Ferrari F430 GT2       | GT2   | 241  | NU   | NU         |
| 2009 | JMW Motorsport  | Rob Bell Tim Sugden       | Ferrari F430 GT2       | GT2   | 320  | 23   | 4          |